# Fuerzas Armadas de Santo Tomé y Príncipe
Las Fuerzas Armadas de Santo Tomé y Príncipe (FASTP) son las fuerzas militares de la nación insular de Santo Tomé y Príncipe, ubicada frente a las costas de África Occidental. El ejército de las islas está formado por un pequeño contingente terrestre y naval, y cuenta con un presupuesto de defensa limitado.

## Introducción
El país africano está situado junto a una vía de comunicación marítima de importancia estratégica en el Golfo de Guinea, debido a las recientes preocupaciones relativas a cuestiones de seguridad regional, incluida la seguridad de los buques petroleros que transitan por la zona, el ejército estadounidense y otras armadas extranjeras han aumentado su participación, proporcionando al país asistencia en forma de proyectos de construcción y misiones de capacitación, así como integración en programas internacionales de intercambio de información e inteligencia militar.

## Historia
La formación del país se remonta a 1968. En los primeros años de la independencia sólo se mantuvo una pequeña fuerza policial. 
Las fuerzas armadas se fundaron el 6 de septiembre de 1975 y siguen siendo una fuerza militar muy pequeña, están formadas por dos ramas: El ejército de tierra y la guardia costera.
Las fuerzas militares de San Tomé y Príncipe, no disponen de una fuerza aérea. Desde el final de la Guerra Fría, el presupuesto militar del país ha ido disminuyendo constantemente. A pesar del descubrimiento de grandes reservas de petróleo a mediados de la década de 2000, el ejército de Santo Tomé y Príncipe, depende en gran medida de la asistencia financiera extranjera y sigue siendo la fuerza militar menos financiada de África.
En el año fiscal 2005, los gastos militares fueron de 581 729$ dólares USA, aproximadamente el 0,8% del producto interno bruto (PIB) de Santo Tomé y Príncipe. Una estimación de 2004, situó la disponibilidad de mano de obra militar (hombres de 15 a 49 años) en unos 38 347 efectivos, con una estimación de ciudadanos aptos para realizar el servicio militar de 20 188 hombres.
En un artículo de 2009, se informó que las fuerzas armadas estaban formadas por un total de 300 soldados.
Tuvo lugar una reducción de 600 soldados  después de un fallido intento de golpe de Estado en 2003, lo que resultó en una reorganización destinada a garantizar un ejército apolítico, subordinado a las estructuras políticas civiles. Se cree que el ejército está dividido en dos compañías, con el cuartel general situado en la Isla de Santo Tomé y un destacamento ubicado en la Isla de Príncipe.

## Efectivos militares y capacidades
El ejército de Santo Tomé y Príncipe es una fuerza militar muy pequeña, de hecho, es la fuerza militar más pequeña de toda África, la fuerza casi no tiene recursos a su disposición y no puede actuar unilateralmente, ni tiene capacidad de proyección de fuerza, no se exige al personal que se despliegue en el extranjero, ni hay una fuerza de reserva. 
Se ha reportado que el limitado equipo que poseen los militares está llegando al final de su vida útil, y aunque sus armas pequeñas más básicas se consideran fáciles de operar y mantener, pueden tener una capacidad de servicio limitada y requerir un reacondicionamiento o un reemplazo después de 20 a 25 años en climas tropicales. Los bajos salarios, las condiciones laborales y el nepotismo en la promoción de los nuevos oficiales, han causado tensiones en el pasado, como lo demuestran los fallidos golpes de Estado que se realizaron en 1995 y 2003. 
Estos golpes no tuvieron éxito y, como consecuencia, el gobierno implementó reformas, con asistencia financiera extranjera, para abordar los problemas subyacentes que los golpes pusieron de relieve y trabajar para mejorar las relaciones cívico-militares en el país. Estas reformas apuntan a mejorar al ejército y darle un papel más definido, centrándose en cuestiones de seguridad realistas. Sin embargo, la tensión entre el ejército y el gobierno de la nación insular se mantuvo, y en febrero de 2014, elementos del ejército se declararon en huelga por disputas salariales y reclamaron unas mejores condiciones, después de lo cual el presidente Manuel Pinto da Costa nombró a un nuevo jefe militar y reemplazó al coronel Justino Lima por el Brigadier Felisberto María Segundo. 
En 2019, el presidente inició un proceso de reorganización y aumentó el número de efectivos de las fuerzas armadas. 

## Ramas de las fuerzas armadas
- Ejército de tierra
  - Guardia nacional
  - Guardia presidencial
- Guardia Costera
  - Infantería de marina

## Rangos

### Oficiales del Ejército de tierra
| Grado militar    | Insignia | Rangos OTAN |
| ---------------- | -------- | ----------- |
| Coronel          |          | OF-6        |
| Teniente coronel |          | OF-5        |
| Comandante       |          | OF-4        |
| Capitán          |          | OF-3        |
| Teniente         |          | OF-2        |
| Alférez          |          | OF-1        |
| Cadete           |          | OF-D        |

### Suboficiales del Ejército de tierra
| Grado militar    | Insignia | Rangos OTAN |
| ---------------- | -------- | ----------- |
| Sargento mayor   |          | OR-7        |
| Sargento primero |          | OR-6        |
| Sargento         |          | OR-5        |
| Cabo primero     |          | OR-4        |
| Cabo             |          | OR-3        |

### Oficiales de la Guardia Costera
| Grado militar       | Insignia | Rangos OTAN |
| ------------------- | -------- | ----------- |
| Capitán de navío    |          | OF-6        |
| Capitán de fragata  |          | OF-5        |
| Capitán de corbeta  |          | OF-4        |
| Teniente            |          | OF-3        |
| Alférez             |          | OF-2        |
| Cadete              |          | OF-1        |
| Aspirante a oficial |          | OF-D        |

### Suboficiales de la Guardia Costera
| Grado militar    | Insignia | Rangos OTAN |
| ---------------- | -------- | ----------- |
| Sargento mayor   |          | OR-7        |
| Sargento primero |          | OR-6        |
| Sargento         |          | OR-5        |
| Cabo primero     |          | OR-4        |
| Cabo             |          | OR-3        |

## Equipamiento militar
Según Jane's, las Fuerzas Armadas de Santo Tomé y Príncipe están ampliamente equipadas con armas ligeras de baja tecnología, lanzacohetes y algunas ametralladoras pesadas. El país también mantiene una capacidad antiaérea y antiblindaje limitada, la mayoría procedente de antiguos arsenales soviéticos. Los uniformes y el equipo de transporte de carga se actualizaron en 2007-08 tras una donación de Portugal. También se han adquirido vehículos ligeros en Sudáfrica y Nigeria. 

## Equipamiento naval
Santo Tomé tiene una zona económica exclusiva (ZEE) de 142 563 kilómetros cuadrados. La función principal de la guardia costera del país es la protección de la ZEE y de las zonas donde se está considerando la exploración de petróleo y gas natural. En 2005, Estados Unidos proporcionó una embarcación Boston Whaler Challenger de 27 pies (8,23 metros) como buque patrullero costero.Se ha reportado que la Guardia Costera de Santo Tomé y Príncipe, opera algunas embarcaciones semirrígidas Zodiac Hurricane, un bote de la empresa brasileña Wilson Sons, y un buque de respuesta rápida.

## Armamento

### Armas de fuego
| Nombre           | Fotografía | Origen     | Tipo                               | Munición             | Fabricante                            |
| Subfusiles       | Subfusiles | Subfusiles | Subfusiles                         | Subfusiles           | Subfusiles                            |
| ---------------- | ---------- | ---------- | ---------------------------------- | -------------------- | ------------------------------------- |
| MP5              |            | Alemania   | Subfusil                           | 9 × 19 mm Parabellum | Heckler & Koch                        |
| Uzi              |            | Israel     | Subfusil                           | 9 × 19 mm Parabellum | Israel Weapon Industries              |
| PPS-43           |            | Rusia      | Subfusil                           | 7,62 × 25 mm Tokarev | Planta de instrumentos de Sestroretsk |
| Fusiles          |            |            |                                    |                      |                                       |
| Mosin-Nagant     |            | Rusia      | Fusil de cerrojo                   | 7,62 × 54 mm R       | Planta de armas de Tula               |
| SKS              |            | Rusia      | Fusil semiautomático               | 7,62 × 39 mm         | Planta de armas de Tula               |
| AK-47            |            | Rusia      | Fusil de asalto                    | 7,62 × 39 mm         | Corporación Kalashnikov               |
| AKM              |            | Rusia      | Fusil de asalto                    | 7,62 × 39 mm         | Corporación Kalashnikov               |
| AK-74            |            | Rusia      | Fusil de asalto                    | 5,45 × 39 mm         | Corporación Kalashnikov               |
| Ametralladoras   |            |            |                                    |                      |                                       |
| Ametralladora PK |            | Rusia      | Ametralladora de propósito general | 7,62 × 54 mm R       | Planta Degtiariov                     |
| MG3              |            | Alemania   | Ametralladora de propósito general | 7,62 × 51 mm OTAN    | Rheinmetall                           |

### Artillería antiaérea
| Nombre               | Fotografía           | Origen               | Tipo                 | Calibre              | Fabricante           |
| Artillería antiaérea | Artillería antiaérea | Artillería antiaérea | Artillería antiaérea | Artillería antiaérea | Artillería antiaérea |
| -------------------- | -------------------- | -------------------- | -------------------- | -------------------- | -------------------- |
| ZU-23                |                      | Rusia                | Artillería antiaérea | 23 mm                | KBP                  |
| ZPU-2                |                      | Rusia                | Artillería antiaérea | 14,5 mm              | Planta Degtiariov    |
| ZPU-4                |                      | Rusia                | Artillería antiaérea | 14,5 mm              | Planta Degtiariov    |

### Armas antitanque
| Nombre           | Fotografía       | Origen           | Tipo                | Calibre          | Fabricante              |
| Armas antitanque | Armas antitanque | Armas antitanque | Armas antitanque    | Armas antitanque | Armas antitanque        |
| ---------------- | ---------------- | ---------------- | ------------------- | ---------------- | ----------------------- |
| B-10             |                  | Rusia            | Cañón sin retroceso | 82 mm            | KBM                     |
| SPG-9            |                  | Rusia            | Cañón sin retroceso | 73 mm            | Planta de armas de Tula |
| RPG-7            |                  | Rusia            | Lanzacohetes        | 40 mm            | Bazalt                  |

### Vehículos
| Nombre              | Fotografía | Origen         | Tipo                            | Fabricante    |
| Vehículos           | Vehículos  | Vehículos      | Vehículos                       | Vehículos     |
| ------------------- | ---------- | -------------- | ------------------------------- | ------------- |
| BTR-60              |            | Rusia          | Transporte blindado de personal | GAZ           |
| BRDM-1              |            | Rusia          | Vehículo anfibio                | GAZ           |
| ACMAT VLRA          |            | Francia        | Camión militar                  | ACMAT         |
| Unimog              |            | Alemania       | Camión                          | Daimler Truck |
| Daihatsu Delta      |            | Japón          | Camión                          | Daihatsu      |
| Land Rover Defender |            | Reino Unido    | Vehículo todoterreno            | Land Rover    |
| Jeep Wrangler       |            | Estados Unidos | Vehículo todoterreno            | Jeep          |
| Toyota Land Cruiser |            | Japón          | Vehículo todoterreno            | Toyota        |